# Georgia (película de 1995)
Georgia es una película independiente estadounidense de 1995, protagonizada por Jennifer Jason Leigh y Mare Winningham. En la cinta, Leigh interpreta a Sadie Flood, una cantante punk de bares, quien tiene una relación complicada, envidiosa pero amante con su hermana mayor, Georgia, interpretada por Winningham. Georgia es una cantante de música folk de éxito, talentosa y equilibrada y con un feliz matrimonio de dos hijos. Sadie es apasionada pero autodestructiva y sin talento. Mientras busca la fama se destruye a sí misma a través del abuso de las drogas y el alcohol. Aunque la película se enfoca principalmente en Sadie, fue llamada Georgia debido aparentemente a que Sadie define su propia identidad a través de su hermana mayor.
John Doe, de la banda punk X tuvo un papel de reparto e interpretó a un miembro de la banda de Sadie. La música en la película consiste en 13 canciones grabadas en vivo e interpretadas por los actores ("un riesgo que ha dado sus frutos espectacularmente en términos de intensidad emocional", de acuerdo al crítico de Los Angeles Times, Kenneth Turan). Entre estas canciones se incluyen covers de Lou Reed, Elvis Costello y, el más conocido de Van Morrison: la comentada escena central, donde Sadie, borracha, interpreta una cruda y extenuante versión de 8 minutos y medio de "Take me back", con un desgarrador estilo Janis Joplin en un concierto a beneficio de los enfermos de Sida. Es una escena que algunos espectadores encontraron fascinante, y otros intolerable.[cita requerida]
La película fue un proyecto personal de Jennifer Jason Leigh: fue escrita por su madre, Barbara Turner, la produjeron ellas mismas, y eligió como su coprotagonista a su vieja amiga de la vida real Mare Winningham, con quien se conocieron a los 13 años. Fue dirigida por Ulu Grosbard, un amigo de su madre.

## Estreno
Georgia fue estrenada en la sección Un Certain Regard del Festival de Cannes de 1995.
Se estrenó en los Estados Unidos el 8 de diciembre de 1995 y recibió una favorable recepción de la crítica. Susan Wloszczyna de USA Today describió a la cinta como "un retrato doloroso, aunque tristemente humorístico de la hermandad", y Roger Ebert dijo que Georgia era "una historia compleja y profundamente conocedora acerca de una alma perdida y su caída", dándole 3,5 estrellas de 4. Peter Travers de Rolling Stone dijo que "Georgia es un acto de equilibrista de Leigh, y su feroz, divertida, exasperante y profundamente afectada forma de llamar la atención".[cita requerida] James Berardinelli de Reel Views la elogió como una "hazaña para Leigh... hay veces en que es incómodo ver esta interpretación, porque es muy poderosa", y agrega "Georgia no posee una narrativa increíblemente original, pero lo que distingue a esta película es la profundidad de los personajes y la increíble fuerza con la que las dos protagonistas les dan vida".[cita requerida] Kenneth Turan de Los Angeles Times dijo que "la excepcional interpretación de Leigh te destroza... nunca antes habíamos visto algo como esto", agregando que "Georgia no es una película fácil, pero en el ruedo del cine independiente estadounidense, supera todo lo visto". También fue elegida como una de las 10 mejores películas de 1995 por Interview, New York Post, Detroit Free Press, Los Angeles Daily News y la ABC Radio Network.[cita requerida]

## Recepción
Por este pape, Jennifer Jason Leigh fue elegida la Mejor Actriz del año por el Círculo de Críticos de Cine de Nueva York y en el Festival Internacional de Cine de Montreal, fue nominada para un Spirit, y fue muy nombrada para recibir su primera nominación a los Premios Óscar.[cita requerida] Aunque sorprendentemente fue Mare Winningham quien realmente pasó a recibir una nominación al Óscar (además de nominaciones a los Premios Independent Spirit y al Sindicato de Actores) como Mejor Actriz de Reparto, mientras Leigh fue controversialmente ignorada por la Academia de Artes y Ciencias Cinematográficas, para decepción de los críticos y los fanáticos. Hablando para la revista MetroActive, Winningham dijo: "Me sentí muy honrada y emocionada de ser nominada... pero fue difícil ser separada de Jennifer, porque ella fue el corazón y el alma de esa película. Mientras hacíamos la película, yo pensaba que no solamente ella iba a ser nominada, sino que además ella iba a ganar. Vi el tipo de trabajo que hizo. En mi mente, la suya siempre será la mejor actuación de ese año , y un montón de otras personas también lo piensan. Meryl Streep me agarró en los Premios Óscar. Ella dijo, '¡Jennifer debería estar aquí!' y yo le dije '¡Lo se!'". Cuando la estrella de Leaving Las Vegas, Elisabeth Shue, ganó su Premio Spirit como Mejor Actriz, se lo dedicó personalmente a la interpretación de Leigh en Georgia.[cita requerida]

## Reparto
- Jennifer Jason Leigh - Sadie Flood
- Mare Winningham - Georgia Flood
- Ted Levine - Jake
- Max Perlich - Axel Goldman
- John Doe - Bobby
- John C. Reilly - Herman
- Jimmy Witherspoon - Trucker
- Jason Carter - Chasman
- Tom Bower - Erwin Flood
- Smokey Hormel - Leland
- Jimmy Z - Clay
- Tony Marsico - Paul
- Jamian Briar - Andrew Flood
- Rachel Rasco - Mish Flood
- Nicole Donahoo - Young Sadie Flood

## Premios y nominaciones
- Premios Óscar: Mare Winningham, Mejor Actriz de Reparto (nominación).
- New York Film Critics Circle: Jennifer Jason Leigh, Mejor Actriz (ganadora).
- Festival Internacional de Cine de Montreal: Gran Premio de las Américas a la Mejor Película (ganadora).
- Festival Internacional de Cine de Montreal: Jennifer Jason Leigh, Mejor Actriz (ganadora).
- Sindicato de Actores: Mare Winningham, Mejor Actriz de Reparto (nominada).
- Premios Independent Spirit: Ulu Grosbard, Mejor Director (nominado).
- Premios Independent Spirit: Mare Winningham, Mejor Actriz de Reparto (ganadora).
- Premios Independent Spirit: Jennifer Jason Leigh, Mejor Actriz Principal(nominada).
- Premios Independent Spirit: Max Perlich, Mejor Actor de Reparto (nominado).